# Consumérisme scolaire
Le consumérisme scolaire est un concept qui fait allusion à la consommation dans le système scolaire. Il s'agit de la recherche du meilleur rapport qualité/prix au niveau des institutions scolaires. La naissance de ce terme est due à l'affaiblissement de la confiance dans le système scolaire. Il est évoqué par Ballion dans les années 80.

## Origine du consumérisme scolaire
Ce concept utilise la base du consumérisme associé à la société de consommation. Il s'agit donc d'une adaptation du terme à un autre champ, celui de la scolarité. Le concept de consumérisme scolaire doit son existence aux changements des systèmes éducatifs. Ceux-ci s'étant considérablement développés, ont favorisé l'apparition du libre choix. Le libre choix est la liberté qu'ont les familles et les apprenants à choisir l'établissement et la formation qu'ils souhaitent suivre. Ballion évoque donc dans un de ses ouvrages datant de 1982 et intitulé "Les consommateurs d'écoles" ce nouveau concept et son contexte. Ce sociologue a constaté l'apparition du phénomène qu'il définit grâce à des recherches qu'il a menées au sein du CNRS (centre d'analyse et d'interventions sociologiques) en tant que directeur de recherche.

## Application
Les différentes offres de formation se multiplient ce qui permet la création d'un marché de l'éducation. Il y a une perte de confiance en l'efficacité de l'enseignement public à cause de la précarité future. Les familles s'immiscent dans l'organisation des institutions scolaire à travers les associations de parents d'élèves. 
De plus les diplômes perdent de plus en plus de leur valeur. Actuellement la majorité se situe vers un baccalauréat +2 mais cette majorité tend de plus en plus vers un baccalauréat +3. Les études se rallongent mais n'offrent pas forcément une ascension sociale comme auparavant. Les enfants travaillent davantage pour finalement rester au même niveau que leurs parents.
Sur ce nouveau marché scolaire les écoles doivent de plus en plus apprendre à se vendre en mettant en avant leurs qualités. C'est ce qu'on appelle le consumérisme scolaire. Il n'y a plus cette égalité entre les écoles. Certaines sont mieux cotées que d'autres. C'est l'essor des écoles privées. Les études deviennent donc un marché pour les parents et les apprenants qui utilisent leur liberté de choix pour s'inscrire dans les écoles qui seront les plus connues. Cela leur permettra par la suite d'utiliser l'image de leur école pour faire valoir leurs compétences auprès des entreprises. Une même filière n'aura pas autant d'importance dans le milieu professionnel si elle a été réalisée dans une école sans renommée que si elle a été effectuée dans une école valorisée par la société. Le choix de l'école devient donc primordial.
Le consumérisme scolaire est un concept qui s'inscrit dans une logique d'accès qui est rendu possible par la notation. Les apprenants sont évalués et triés selon leurs notes ce qui leur ouvre ou ferme des portes. Il s'agit d'un marché où l'offre et la demande se rencontrent pour que chacun effectue des choix. Les élèves cherchent donc à atteindre les notes qui leur permettront de rejoindre l'école qu'ils souhaitent et les écoles effectueront un tri afin de garantir le meilleur pour les apprenants qu'elles vont accueillir.